# Acalypha alexandri
Acalypha alexandri är en törelväxtart som beskrevs av Ignatz Urban. Acalypha alexandri ingår i släktet akalyfor, och familjen törelväxter. Inga underarter finns listade i Catalogue of Life.